# 楠特伊莱莫
楠特伊莱莫（法語：Nanteuil-lès-Meaux，法語發音：[nɑ̃tœj lɛ mo] ⓘ，意为“莫城附近的楠特伊”）是法国法蘭西島大區塞纳-马恩省的一个市镇，属于莫城区。 

## 地理
楠特伊莱莫（48°55'47"N, 2°53'49"E）面积7.62 平方千米，位于法国法蘭西島大區塞纳-马恩省，该省份为法国北部内陆省份，北起瓦兹省，西接埃松省、马恩河谷省、塞纳-圣但尼省和瓦兹河谷省，南至卢瓦雷省，东南接约讷省，东临马恩省和奥布省，东北接埃纳省。
与楠特伊莱莫接壤的市镇（或旧市镇、城区）包括：布蒂尼、菲布莱讷、马勒伊莱莫、莫城。

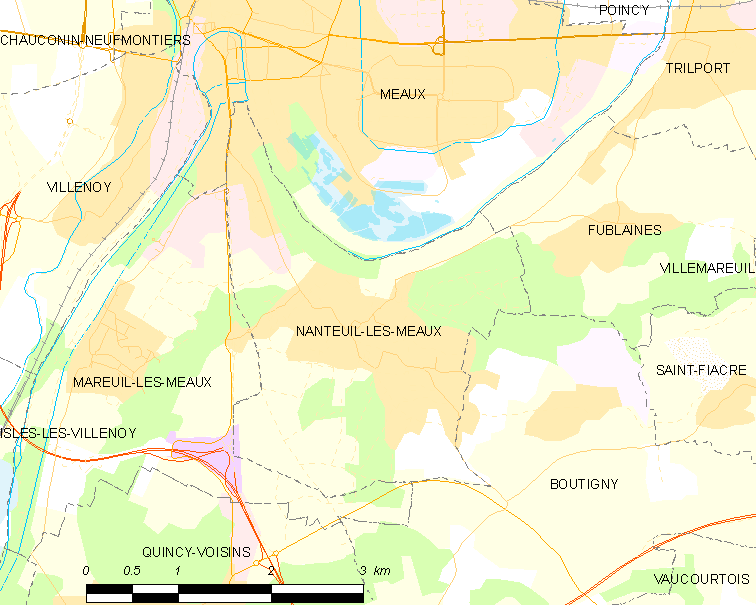
楠特伊莱莫的OSM定位图

楠特伊莱莫的时区为UTC+01:00、UTC+02:00（夏令时）。

## 行政
楠特伊莱莫的邮政编码为77100，INSEE市镇编码为77330。

## 政治
楠特伊莱莫所属的省级选区为拉费泰苏茹阿尔县。

## 人口

1962-2008年间楠特伊莱莫人口变化图示

楠特伊莱莫于2022年1月1日时的人口数量为7054人。